# Barbara Giuranna
Elena Barbara Giuranna (Palermo, 18 novembre 1899 – Roma, 30 luglio 1998) è stata una compositrice italiana.

## Biografia
Studiò a Palermo, prima al collegio Maria Adelaide di Palermo, poi al Conservatorio "Vincenzo Bellini" con Guido Alberto Fano. Nel 1923 si diplomò in composizione al Conservatorio di Napoli con De Nardis. Si perfezionò con Giorgio Federico Ghedini a Milano.
Nel 1924 sposò il barone di Casal di Lutrò, Mario Giuranna, suo compagno di studi.
Insegnò composizione al Conservatorio di Santa Cecilia a Roma dal 1937 al 1970.
La sua musica è stata pubblicata da Ricordi.

## Composizioni

### Opere teatrali
- Jamanto (opera lirica) - fu rappresentata il 21 aprile 1942 al Teatro Verdi di Padova, con Giacinto Prandelli e Carla Castellani nei personaggi principali, concertata e diretta dal maestro Giuseppe Podestà.[1]

Barbara Giuranna nel 1962

- Mayerling (opera lirica)
- Trappola d'oro (balletto)
- Hosanna (opera lirica, 1978)

### Altre composizioni
- Notturno, 1923
- Apina rapita dai nani della Montagna (suite per piccola orchestra dalla fiaba di Anatole France, 1924), prima esecuzione Chicago 1º febbraio 1929
- Movimento di Polka, per pianoforte, 1924
- Marionette, 1927
- Canto storico, dai canti storici greci di N. Tommaseo, per canto e pianoforte, 1928
- Stornello, poesia popolare toscana per canto e pianoforte, 1928
- L'acqua corre alla Borrana, Canto e pianoforte. Ignoto del XIV Firenze, 1928
- Addio, la bella Sora, Canto e pianoforte. Ignoto del XIV Firenze, 1929
- Las estrellas del cielo, Cancion espanola para canto y piano, Copla popular, 1931
- Canto arabo, (1933)
- Sonatina, pianoforte, 1935
- Adagio e Allegro da concerto, 9 strumenti, 1935
- Mi' madre, se mi date Giovannino, per canto e pianoforte, poesia popolare Toscana, 1936
- Allegro da concerto (presentato nel 1936 alla Biennale di Venezia dove la Giuranna partecipò come prima e unica donna).
- Toccata per orchestra (Festival Internazionale di Bruxelles, 1938)
- Toccata per pianoforte 1936
- Canto di Guerra, Coro a tre voci maschili, da una rapsodia greca, 1936
- La decima legio Poema eroico per grande orchestra (suonata al Foro Mussolini, Roma, nel 1937)
- Toccata per orchestra, 1937
- Canta, canta, Marietta, canzone popolare per coro a 3 voci maschili, 1937
- Patria 1938
- Augurio per canto e pianoforte, 1939
- Sonatina, arpa, 1941
- Concerto per orchestra n.1, 1942
- Episodi, legni, ottoni, timpani, pianoforte, 1942
- 3 canti alla Vergine, voce di Soprano, coro femminile, piccola orchestra, 1949
- 4 canzoni per cori infantili, 1955
- La guerriera, Canzone popolare narrativa per canto e pianoforte, 1955
- Concerto per orchestra n.2, 1965
- Musica per Olivia, per piccola orchestra, 1970
- Solo per viola, 1982
- Missa sinite parvulos, coro di ragazzi, arpa, organo, 1992
- Musica per Olivia
- Tre canti alla Vergine
- Poema eroico
- Ninna nanna degli Angeli, per coro di voci bianche; versi di Michele Damiani